# 마리아 아녜시
마리아 가에타나 아녜시(이탈리아어: Maria Gaetana Agnesi, 1718년 5월 16일 ~ 1799년 1월 9일)는 이탈리아의 언어학자이면서 수학자이자 철학자였다. 아녜시는 미분학과 적분학을 함께 다루는 책을 처음으로 저작하여 수학계에서 인정받게 되었다. 그녀는 볼로냐 대학교의 명예교수였다. Dirk Jan Struik는 아녜시를 "히파티아 이래로 가장 뛰어난 여성수학자"라고 평가했다.

## 생애
아녜시의 아버지인 피에트로 아녜시(이탈리아어: Pietro Agnesi)는 부유한 사람이었으며 볼로냐 대학의 수학교수였다.
아녜시는 밀라노에서 태어났으며 어렸을 때부터 천재성을 보였다. 다섯 살 때부터 프랑스어와 이탈리아어를 할 수 있었고, 열한 살이 된 해에는 그리스어, 히브리어, 스페인어, 독일어, 라틴어를 구사할 수 있었다. 그녀는 또한 그녀의 어린 동생들을 가르쳤다. 그녀는 아홉 살 때 여성의 교육 받을 권리에 관련된 주제로 한 시간 분량의 연설문을 라틴어로 작성하여 학회 모임에 제출하였다. 열다섯 살 때에는 아버지가 정기적으로 초대하던 지식인들의 사교 모임에서 과학 및 철학 토론에 참가해 주위의 감탄을 샀다. 1738년에는 그런 토론들을 바탕으로 한 논문집 《철학의 명제》를 출간하기도 했다. 당시에는 자녀의 특출한 재능을 대중에게 공개하는 것이 자연스러운 일이었지만, 그녀는 모임의 과시적 성격을 좋아하지 않았다. 그래서 20세 무렵부터는 사교 모임에서 물러나 집안 살림과 종교 생활에 전념하였다.
1748년 수학 교재 《이탈리아 청년들을 위한 미분적분학》(이탈리아어: Instituzioni analitiche ad uso della gioventù italiana)을 출판하였다. 1750년 교황 베네딕토 14세는 아녜시의 업적을 인정하여 그녀를 볼로냐 대학교의 수학 교수로 초빙했다. 그러나 아녜시는 볼로냐 대학의 교수로 활동하지 않았다. 1752년 부친상을 맞은 뒤, 아녜시는 더 이상 학문적 연구를 하지 않고 여생을 봉사하며 보냈다. 그녀는 21명의 동생(그의 아버지는 3번 결혼했다)을 돌보고 교육하였으며, 교회에서 불쌍한 사람들을 위해 봉사했다. 아녜시는 1799년 81세의 나이로 밀라노에서 사망하였다.

## 업적

### 《이탈리아 청년들을 위한 미분적분학》

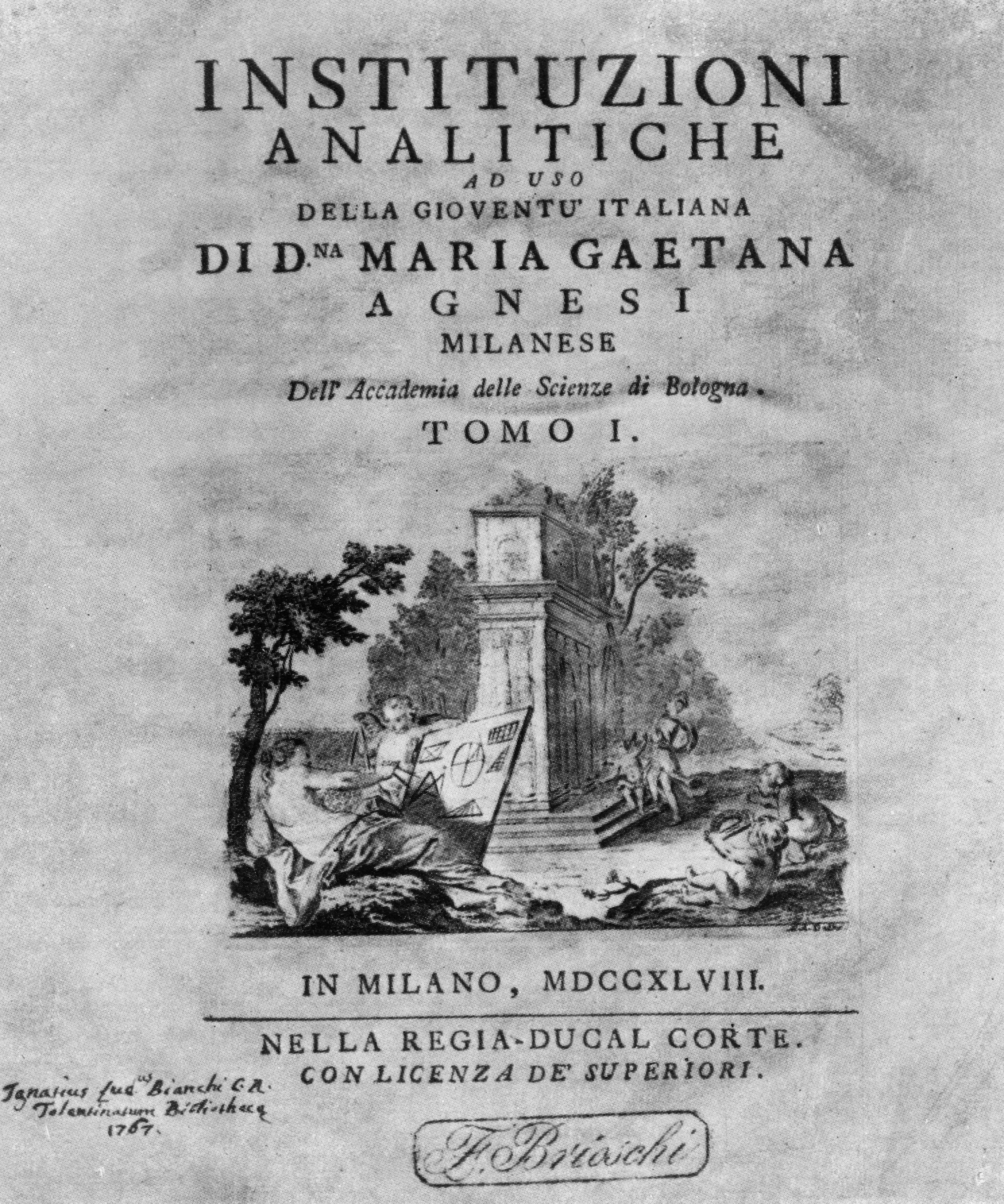
Instituzioni analitiche의 첫 페이지(1748)

그녀가 수학계에 남긴 가장 큰 공헌은 《이탈리아 청년들을 위한 미분적분학》이다. 이 책은 1748년 이탈리아 밀라노에서 출판되었으며 그 후 여러 수학자들에게 가치를 인정받아 여러 나라의 언어로 번역되어 출판되었다.

### 아녜시의 마녀
오늘날 아녜시의 이름은 아녜시의 마녀 곡선으로 잘 알려져 있다. 이 곡선은 그녀가 연구하여 얻어낸 수학 업적 중 처음 것이 아님에도, 이 곡선의 이름으로 그녀가 잘 알려져 있다는 사실은 아이러니하다.
이 곡선은 아녜시 이전에 피에르 드 페르마와 루이지 귀도 그란디가 이미 연구하였고, 아녜시는 《이탈리아 청년들을 위한 미분적분학》에서 이 곡선을 언급하였다. 존 콜슨(John Colson)이 이 책을 번역하는 과정에서 이탈리아어: versiera 베르시에라[*](곡선)를 이탈리아어: avversiera 아베르시에라[*](악마, 마녀)로 오역하여 이러한 이름이 붙었다. 별 응용성이 없는 이 곡선이 오랫동안 많은 수학자들의 관심사가 되었는데, 아마도 그 독특한 이름 때문이었을 것이다. 어쩌면 이 곡선이 세상에서 관심을 받도록 하는 것이 아녜시가 이 세상에서 맡은 일이었는지도 모른다.

## 참고 문헌
- Ron Larson; Hostetler, Robert P.; and Edwards, Bruce H. (2003). Calculus of a Single Variable: Early Transcendental Functions (3rd edition). Houghton Mifflin Company. ISBN 0-618-22307-X.
- “1999 anniversaries: Maria Agnesi and Hilbertís Geometrie” (PDF). 《European Mathematical Society Newsletter》 31: 18. 1999년 3월. 2016년 3월 3일에 원본 문서 (PDF)에서 보존된 문서. 2010년 3월 12일에 확인함.
- D. J. Struik, editor, A source book in mathematics, 1200–1800 (Princeton University Press, Princeton, New Jersey, 1986), pp. 178–180. ISBN 0-691-08404-1, ISBN 0-691-02397-2 (pbk).
- Sooji Shin, 마리아 아녜시와 '마녀 곡선'